# Искра (Владимирская область)
Искра — посёлок в Александровском муниципальном районе Владимирской области России. Входит в состав Краснопламенского сельского поселения.

## География
Расположен в 31 км на северо-запад от города Александрова и в 16 км на юго-запад от центра поселения посёлка Красное Пламя.

## История
Основан в 1864 году как посёлок при фабрике знаменитого Сабанинского фарфора, входил в состав Тирибровской волости Александровского уезда. В 1905 году в населённом пункте Завод Сабаниной числилось 7 дворов.  
С 1929 года посёлок входил в состав Ратьковского сельсовета Александровского района, с 1941 года — в составе Успено-Мухановского сельсовета Струнинского района, с 1965 года — вновь в составе Александровского района, с 1969 года — центр Искровского сельсовета, с 2005 года — в составе Краснопламенского сельского поселения.

## Население
| 1905 | 1926 | 2002 | 2010 | 2021 |
| ---- | ---- | ---- | ---- | ---- |
| 102  | ↘56  | ↗446 | ↘376 | ↗394 |

## Инфраструктура
В посёлке имеются филиал Краснопламенской средней общеобразовательной школы № 34, детский сад № 41, врачебная амбулатория, отделение «Почты России». В 2019 году на месте бывшей неработающей школы был открыт новопостроенный храм в честь князя Владимира.

## Экономика
В посёлке расположено производственное предприятие ООО «Завод Искра»